# Malatìa
Malatìa è un singolo del musicista italiano Ciccio Merolla, pubblicato il 20 settembre 2022. La melodia della canzone riprende quella di un singolo di Martina Camargo chiamato Guataquí.

## Descrizione
Il brano, che vede la collaborazione della pornodiva Amandha Fox, è stato pubblicato come singolo digitale il 20 settembre 2022 ed è entrato in rotazione radiofonica in Italia a partire dal successivo 14 ottobre.

In merito alla nascita del brano Merolla ha dichiarato:

## Video musicale
Il video musicale, diretto da Max Bellocchio e girato a Palazzo Venezia, è stato reso disponibile il 23 settembre 2022 attraverso il canale YouTube del musicista.

Un secondo video, diretto da Luciano Filangieri, è stato pubblicato il 22 marzo 2023 per omaggiare la citta di Napoli:

## Tracce
Testi di Francesco Merolla e Luca Caiazzo, musiche di Martina Camargo .
Download digitale
1. Malatìa – 1:37

Download digitale – Capri Remix
1. Malatìa (Capri Remix) – 2:07

## Successo commerciale
Malatìa ha ottenuto un ottimo successo commerciale nel 2023, piazzandosi al primo posto su Spotify. Il brano ha totalizzato oltre un miliardo di visualizzazioni su TikTok.

## Remix
Il 7 luglio 2023 è stata pubblicata una versione remix del brano, intitolata Malatìa (Capri Remix), realizzata dal duo Merk & Kremont.

## Formazione
Musicisti
- Ciccio Merolla – voce, percussioni
- Carolina Franco – voce

## Classifiche
| Classifica (2023) | Posizione massima |
| ----------------- | ----------------- |
| Italia            | 74                |